# Тит (Симедря)
Митрополит Тит (рум. Mitropolit Tit, в миру Теодор Симедря, рум. Teodor Simedrea; 4 сентября 1886 — 9 декабря 1971) — епископ Румынской православной церкви, архиепископ Черновицкий и митрополит Буковинский (1940—1945).

## Биография
Родился 4 сентября 1886 года в коммуне Найпу, жудец Влашка (ныне жудец Джурджу), получив при крещении имя Теодор. После окончания начальных классов последовало богословское учение на семинаре им. митрополита Нифона в Бухаресте и богословском факультете там же.
19 сентября 1907 года был рукоположён в сан священника, после чего служил на приходах Прунару, жудлец Телеорман, а затем в Блежештах, жудец Влашка, и Мовила-Периш, жудец Илфов. 12 октября 1916 года и 1 октября 1920 года был он находился в действующей армии в качестве священника-добровольца.
В 1921 году священник Теодор Симедря назначен служителем церкви Святого Николае Табаку в Бухаресте, где он работал до 1923 года, когда был назначен на должность директора канцелярии Священного Синода и клирика в Кафедрального собора, где прослужил до 1925 года. Помимо обязанностей служителя Кафедрального собора и директора канцелярии Священного Синода по просьбе патриарха Румынского Мирона он также взял на себя работу редактора «Apostolul», официального издания Архиепископии Бухареста. В 1922—1923 учебный год был отправлен для завершения учебы на факультетах теологии в Монпелье и Париже. 24 апреля 1924 года он, будучи вдовцом уже более десяти лет, был пострижен в монашество с наречением имени Тит. Он прекрасно знал древнегреческий, латинский, французский, английский, немецкий языки, умело ориентировался в новогреческом, русском и церковнославянском.
Благодаря своим достоинствам, на осенней сессии 1925 года, Священный Синод избирает архимандрита Тита, викарным епископом Бухарестской архиепископии с титулом «Тырговиштский». Его архиерейская хиротония состоялась 25 марта 1926 года. Также в этом году решением Священного Синода был назначен на должность директора Библейского и миссионерского института, директором и профессором Академии церковной музыки в Бухаресте, секретарём редакции журнала «Румынская православная церковь». Он был председателем ряда миссионерских ассоциаций, в том числе ассоциации христианских студентов Румынии.
В июне 1926 года Священный Синод избирает епископа Тырговиштского Тита на должность генерального директора Библейского и миссионерского института. В этом учреждении был издательский комитет, который занимался исследованиями и одобрением рукописей и переводов, полученных для редактирования. Были изданы Новые Заветы и Святой Елены. Священное Писание, патристическая литература в румынском переводе, богослужебные книги, богословские сочинения, а также другие работы с религиозно-моральным содержанием.
Через пастырские визиты он исследовал множество населённых пунктов, совершал освящения храмов, провёл конференции, принял участие во многих торжествах религиозного характера, на многих заседаниях учреждений социального назначения. Как делегат Патриарха возглавлял работы епархиального собрания и епархиального совета.
Он получил поручения от Священного Синода, как делегат Патриарха и представитель Румынской православной церкви, участвовать в нескольких экуменических и межправославных мероприятиях, в том числе в Лозанне (1927), Константинополе и Софии (1928), Горе Афон (1930), Оксфорде (1937). Особой заслугой епископа Тита в результате визитов из Константинополя и Софию стало решение «болгарской схизмы», возникшую в 1872 году, когда митрополит Вилдинский Анфим (Чалыков) провозгласил автокефалию Болгарской Церкви без согласия Константинопольского Патриархата, которая объявила болгар схизматиками. О важности посредничества патриархального делегата должен был упомянуть болгарский богослов Стефан Цанков в письме от 7 августа 1928 года Патриарху Мирону Кристя.
В декабре 1935 года после избрания епископа Виссариона (Пую) на должность митрополита Буковинского, правящем архиереем Хотинской епархии становится епископ Тит (Симедря). В течение четырех с половиной лет архиерейского пастыря в Хотинской епархии епископ Тит продолжил работу своего предшественника в миссионерском, культурном и конструктивном направлении. Помимо хозяйственной работы, в которой он оказался хранителем и преемником своего предшественника, способствовал развитию образования в епархии, по призыву священников, чтобы оказать всю поддержку добрачному воспитанию и страже молодежи, поддерживая курс религии в начальных школах священниками и развитие как материального, так и интеллектуального образования в епархиальных школах. В Бельцах был создан лицей-семинария, где готовились будущие священники епархии. Были изданы строители души, воскресные листы, официальный бюллетень Хотинской епархии, к которому добавляется созданный по инициативе епископа Тита епархиальный журнал «Însemnări Creștine».
13 июня 1940 года, в связи с уходом митрополит Буковинский Виссарион (Пую) с должности, была созвана церковная коллегия по выборам нового митрополита Буковинского. Из 156 проголосовавших, 103 делегата выбрали епископа Хотинского Тита. Священный Синод Румынской православной церкви, созванный в тот же день, признал данный выбор и решил выдвинуть юридические формы для подтверждения и инвестирования в должность епископа Тита (Симедря) на должность архиепископа Черновицкого и митрополита Буковинского.
28 июня 1940 года советские войска вступают в Бессарабию, Северную Буковину и край Герца. В тот же день началась массовая эвакуация из Бессарабии и Северной Буковины. Вместе с румынской гражданской и военной администрацией было выведено за Прут большое количество населения. Из-за этих обстоятельств, в июле 1940 году митрополит Тит, до утверждения в должности и интронизации числился как местоблюститель (locotinent) Буковинской митрополии. Резиденция митрополита Тита в это время находилась в Сучаве.
13 марта 1941 года в Сучаве состоялась его интронизация. После повторного занятия Северной Буковины, Бессарабии и Герцы румынскими войсками, митрополит Тит 25 июля 1941 года приезжает в Черновцы, чтобы поселиться в митрополичьей резиденции. Он обратился к священникам епархии, чтобы вернуться к своим приходам, чтобы возобновить церковную деятельность. Из 182 приходов Северной Буковины 18 церквей были повреждены. В поврежденном состоянии находился и собор в Черновцах, но больше всего пострадали часть митрополичьих зданий, богословский факультет, богословский интернат, певческая школа и семинарская церковь.
К концу 1943 года был отремонтирован Черновецкий собор и все церкви были восстановлены. По призыву иерархии были организованы в уездных центрах Буковины несколько генеральных священнических конференций. Митрополит Тит совершил несколько канонических визитов. Только летом 1943 года он посетил 30 церквей своей епархии. В отчёте от 12 апреля 1942 года было написано о ситуации Церкви в Буковине, которая была следующей: митрополия состояла из 10 протопопиатов (благочиний); 335 приходов, 182 из которых находились в Северной Буковине и Герце; 324 приходских церквей и 58 филиалов; 31 часовни и 15 церквей, которые находились в состоянии реконструкции. С помощью властей в период с 1941—1942 года было отремонтировано 117 церквей и построено 7; было реконструировано 32 приходских дома и построено 10. Церковный персонал Буковинской митрополии проходит следующим образом: 429 священников, из которых 58 были украинцами; 6 диаконов и 371 певчих. 28 молодых людей были рукоположены, причём все они имели богословское образование.
Бюджет Буковинской митрополии состоял из собственных доходов и вклада церковного фонда, который состоял из тысяч гектаров леса, сельскохозяйственных угодий, прудов, каменоломней, шахт, из которых добывались различные руды, курорты и т. д. Согласно указу-закону от июня 1940 года, управление церковным фондом в Буковине предусматривало прямую зависимость от Министерства земледелия. Осознавая, что осуществляется передача церковных активов в государственную собственность, митрополит Тит подал многочисленные ходатайства главу государства, Министерству культов и Священному Синод, чтобы исправить эту ситуацию. Проблема управления церковным фондом так и не была окончательно решена до лета 1944 года, когда эта территория была повторно занята Красной Армией. Но в соответствии с тем же указом-законом, который оставался в силе, руководство и управление фондом было поручено Министерством агрокультуры административному институту «Eforie», председателем которого был митрополит Буковинский. Таким образом, митрополит Тит имел возможность отслеживать, чтобы доходы фонда распределялись в соответствии с положениями. Митрополия имела собственный бюджет без какого-либо вклада со стороны государства. Из бюджета митрополии платили священнослужителям и гражданскому персоналу, выделялись средства и на другие предусмотренные расходы, такие как строительство церквей и приходских домов, содержание школы певцов и теологического интерната, покрытие расходов, связанных с бесперебойной работой культурных и церковных учреждений и др. Оказывалась помощь нуждающимся. Духовенство работало в меценатских комитетах, Красном Кресте, школьных столовых и коммунальных комитетах по оказанию помощи. Митрополия и ее священнослужители дали конкурс на подписку на «Ajutorul de iarnă», «Împrumutul reântregirii», «Darul Ostașului» и помощь семьям борцов на фронте. Митрополит предоставил раненым солдатам учреждения Церковного фонда из «Ватра Дорней», где был создан военный госпиталь. Из бюджета митрополии получали стипендии для школьников и студентов, оказывали помощь культурным и благотворительным учреждениям, для бедняков и для различных благотворительных целей. Представляя положение Церкви в Буковине, митрополит Тит писал: «Мы возобновили новую церковную жизнь, мы продолжаем с большим рвением, с большей любовью и чувствами, полными импульса для служения Христу и для возвышения и поддержки народа».
С одобрения митрополита Тит в сёлах, населённых преимущественно украинцами, разрешалось служение религиозным служениям на церковнославянском языке. Согласно архивным документам, митрополит Буковина также был спасителем евреев во время войны. После визита президента Федерации еврейских общин в митрополитский дворец в октябре 1941 года митрополит Тит вмешался в государственные органы, чтобы остановить депортацию евреев из Буковины в лагеря Приднестровья. С согласия митрополита еврейская семья, состоящая из пяти человек, была скрыта советником митрополии в подвалах митрополичьей резиденции в Черновцах уже почти два года. Таким образом, русский священник и иерарх рисковали своей жизнью, потому что, согласно постановлению октября 1941 года, те, кто скрывал евреев или помогали им бежать, были наказаны смертью.
Помимо религиозных конференций, организованных миссионерскими и пастырскими кругами епархии, были организованы в культурном дворце в Черновцах, конференциях для интеллектуалов. Преподаватели университетов, богословов и священников занимались вопросами религиозных и церковных знаний.
Из-за близости линии фронта в марте 1944 года началась операция по эвакуации Буковины. Митрополит Тит и часть сотрудников епархиального центра ушли в Сучаву, затем в Ватру Дорней. В летние месяцы он посетил почти все приходы епархии на незанятой территории. Все в округе Кымпулунг и часть Южного уезда Рэдэуци, составив 59 приходов с 39 священниками, которые не эвакуировались. В результате последующих событий в конце 1944 года митрополия Буковины составляла чуть более четверти бывшей епархии, проживавшей в Сучаве. 31 января 1945 года митрополит Тит уходит в отставку с поста митрополита Буковины и поселился в Бухаресте. Он продолжал служить членом Комитета по управлению и публикации Библейского и Миссионерского института. В 1950 году по решению Священного Синода он поселился в скиту Дарвари в Бухаресте, чтобы проводить церковные службы в воскресные и праздничные дни в течение года. А в 1956 году, после выхода на пенсию, он удалился в Монастырь Черника под Бухарестом, посвятив себя изучению древней культуры и истории Румынской православной церкви. Работы и исследования митрополита Тита были опубликованы в нескольких богословских журналах.
Скончался 9 декабря 1971 года. 11 декабря того же года на кладбище Монастыря Черника состоялась его отпевание.